# Christophe Bourseiller
Pour les articles homonymes, voir Kinsbourg et Bourseiller.
Christophe Bourseiller, né le 27 septembre 1957 à Paris, est un acteur, journaliste, animateur audiovisuel, écrivain et enseignant français.

## Biographie

### Famille
Christophe Gintzburger, alias Christophe Bourseiller, est né à Paris d'André Gintzburger (d) (1923-2013), dramaturge et producteur de théâtre et de Chantal Darget (1934-1988), comédienne. Alors que son père est fasciné par Staline, sa mère est un temps proche du courant lambertiste des trotskistes français.
Il a par la suite pour beau-père le metteur en scène Antoine Bourseiller (dont il adopte le patronyme comme nom de plume) et pour demi-sœur la rejoneadora (et torera) Marie Sara.

### Formation et parcours
Christophe Bourseiller effectue ses études au lycée Mignet d'Aix-en-Provence, puis aux lycées Condorcet et Honoré-de-Balzac de Paris et enfin à l'université Paris X-Nanterre en philosophie.
À l'âge de  4 ans, il apparaît dans le film La Guerre des boutons d'Yves Robert. Il tourne plus tard sous la direction de Jean-Luc Godard, Claude Lelouch, Jacques Demy ou encore Pierre Jolivet, dans une trentaine de films et une vingtaine de téléfilms, et joue dans plusieurs pièces de théâtre. Le grand public le découvre à partir de 1976 dans les films d'Yves Robert Un éléphant ça trompe énormément, Nous irons tous au paradis et Courage fuyons. En 1981, il joue l'un des rôles principaux de Clara et les chics types. En 1985, il incarne le documentaliste Francis Cèze dans le film Profs de Patrick Schulmann.
Il mène une carrière d'écrivain, de journaliste de radio et de télévision. Il a publié une trentaine de livres sur des sujets aussi divers que les mouvements minoritaires, les extrémismes politiques, les contre-cultures, les musiques industrielles et la new wave des années 1980.
Proche un temps des milieux d'extrême gauche, il consacre en 1996 un ouvrage aux maoïstes français intitulé Les Maoïstes : La Folle Histoire des gardes rouges français. "S'il fourmille de documents et d'anecdotes, le livre donne du maoïsme et de la révolution culturelle l'interprétation habituelle d'une lutte sinistre pour le pouvoir", estime Bruno Bosteels.
De 1992 à 2002, il est membre du comité de rédaction de Tribune juive.
En 2001, il lance aux éditions Denoël une revue d'études sur l'Internationale situationniste, Archives et documents situationnistes, dont cinq numéros paraissent jusqu'en 2005.
En 2009, il est à l'origine de la collection « Qui êtes-vous ? », chez Bourin Éditeur.
En 2011, il écrit la préface du livre autobiographique que Maxime Brunerie, auteur d'une tentative d'assassinat sur Jacques Chirac en 2002, rédige après sa sortie de prison.
Il a enseigné à l'Institut d'études politiques de Paris.
Il soutient une thèse en histoire contemporaine, « Ombre invaincue. De la destruction du “collaborationnisme” à sa survie dans la France de l'après-guerre, 1944-1954 », dirigée par Pascal Ory, à l’université Panthéon-Sorbonne le 2 décembre 2019. Il est dès lors docteur en histoire. Cette thèse reçoit le prix de thèse, catégorie France, du Centre Français de Recherche sur le Renseignement,.
Christophe Bourseiller collectionne les tracts revendicatifs et les documents de propagande. Il en a confié des milliers à l'Institut d'histoire sociale d'Amsterdam. Il a par ailleurs légué une grande partie de ses archives sur la vie politique au XXe siècle à l'université polytechnique Hauts-de-France (à Valenciennes), soit 540 boîtes.

### Radio
À la radio, Bourseiller commence par créer en 1981 la radio libre Fréquence arts et spectacles. Au milieu des années 1990, il présente pendant deux saisons (1994-1996) sur RTL l'émission Tous les coups sont permis.
Sur France Musique, il coproduit une émission hebdomadaire, lancée en 2005 et consacrée aux musiques d'avant-garde, Electromania, et anime la matinale pendant deux saisons de 2011 à 2013. Du 7 septembre 2014 à début 2017 il produit, toujours sur France Musique, l'émission Musicus Politicus, qui porte sur les liens entre musique et politique.
Durant l'été 2019, il présente chaque matin France Inter, de 9 h à 10 h l'émission Estivalitude, où il invite des écrivains, des artistes et d'autres personnalités de la société civile. Pendant l'été 2020, il présente chaque samedi midi, sur la même station, le débat d'actualité Le Monde d'après l'été.
Depuis le 7 janvier 2024, il intervient comme chroniqueur régulier dans l'émission Le Masque et la Plume sur France Inter, animée par Rebecca Manzoni,,.

### Télévision
À la télévision, après avoir présenté plusieurs émissions depuis 1984, il devient conseiller éditorial de l'émission Ce soir (ou jamais !) de 2006 à juillet 2011.
Depuis 2019, il est l'auteur d'une série de quatorze documentaires sur les théories du complot, diffusés sur la chaîne Histoire. En 2020, il rejoint l'équipe d'animateurs proposant des podcasts natifs (programmes conçus directement en numérique sans passer par l’antenne) pour TF1.

## Engagements et analyses politiques

### Franc-maçonnerie
Dans son ouvrage Un maçon franc, Christophe Bourseiller évoque son parcours maçonnique. Il est initié en 1984 à la Grande Loge nationale française, puis rejoint la Grande Loge de France, dont il est membre depuis 1990.
Selon lui, le Grand Orient de France et la Grande Loge mixte universelle ont été l'objet de l'entrisme du courant trotskyste-lambertiste dès la fin des années 1970, parallèlement à celui qu'ont subi différents syndicats comme Force ouvrière ou partis politiques comme le Parti socialiste. Cette action repose sur une volonté d'influence plus que de pouvoir.

### Perception d'un lien entre extrême gauche et islamisme
Selon lui, des figures comme George Galloway, Tariq Ramadan, Houria Bouteldja ou Danièle Obono incarnent  les convergences entre extrême gauche et islamisme, ces personnalités étant parfois qualifiées d'« islamo-gauchistes ». Pour l'auteur de C'est un complot ! Voyage dans la tête des conspirationnistes, « la grande bascule a lieu au début des années 2000, avec l’attentat du 11-Septembre, ».

## Activités artistiques

### Publications
- 1989 : Les Ennemis du système, Robert Laffont
- 1991 : Extrême-droite, l’enquête, éditions François Bourin ; rééd. sous le titre La Nouvelle Extrême-droite, éditions du Rocher, 2002
- 1993 : Les Faux Messies, Fayard
- 1995 : Message reçu, Spengler
- 1995 : Mauvais Garçons (en collaboration), Éditions Spengler
- 1995 : Les Histoires incroyables de l'émission « Tous les coups sont permis », First (J'ai Lu, 1999)
- 1996 : Les Maoïstes : La Folle Histoire des gardes rouges français, Plon
- 1997 : Cet étrange monsieur Blondel, Bartillat
- 1998 : Les Écrivains et l’Engagement (en collaboration), Bibliothèque publique d’information
- 1999 : Le Guide de l’autre Paris, Bartillat
- 1999 : Vie et mort de Guy Debord, Plon (Pocket, 2002)
- 2000 : Le Miracle inutile, Flammarion
- 2000 : Dictionnaire du rock (en collaboration),  Robert Laffont
- 2000 : Les Forcenés du désir, Denoël
- 2001 : Le Guide de l’autre Londres, Bartillat
- 2002 : Ein Gespenst geht um in Europa (en collaboration), Böhlau Verlag
- 2003 : La Véritable Histoire de Lutte ouvrière (entretiens avec Robert Barcia), Denoël
- 2003 : Jacqueline de Jong, Undercover in de Kunst/in art (en collaboration), Ludion
- 2003 : Fous littéraires, nouveaux chantiers (en collaboration), Du Lérot
- 2003 : Histoire générale de l'ultra-gauche, Denoël
- 2004 : Bibliothèque secrète, Bartillat
- 2004 : Les Têtes de Turc (en collaboration), Du Lérot
- 2005 : Carlos Castaneda, la vérité du mensonge, éditions du Rocher
- 2006 : L’Aventure moderne, Flammarion, autobiographie
- 2006 : Extrêmes-gauches : La Tentation de la réforme, Textuel
- 2008 : Génération Chaos : Punk, New Wave 1975-1981, Denoël
- 2009 : À gauche, toute !, CNRS Éditions
- 2009 : Lutte armée, Éditions du toucan
- 2009 : Qui êtes-vous ? Antoinette Fouque (en collaboration avec Antoinette Fouque), Bourin Éditeur
- 2010 : Qui êtes-vous ? Michel Maffesoli (en collaboration avec Michel Maffesoli), Bourin Éditeur
- 2010 : Un maçon franc, Alphée, autobiographie, prix de l'IMF en 2010 dans la catégorie « Essais/ Symbolisme »[34]
- 2011 : Mai 1981 raconté par les tracts, Hors-Collection
- 2012 : L’Extrémisme : Une grande peur contemporaine, CNRS Éditions
- 2013 : Les 100 Unes qui ont fait la presse, Les Beaux Jours
- 2015 : Et si c’était la vérité, Vuibert
- 2016 : C’est un complot !, JC Lattès
- 2017 : Et s'ils étaient tous fous ?, Vuibert (ISBN 9782311101270)
- 2017 : Mémoires d'un inclassable, Albin Michel
- 2021 : En cherchant Parvulesco, La Table Ronde.
- 2021 : Nouvelle histoire de l'ultra-gauche, éditions du Cerf (ISBN 9782204135146)
- 2021 : Ombre invaincue, la survie de la Collaboration dans la France de l'après-guerre, 1944-1954, Perrin
- 2022 : Le Complotisme, anatomie d'une religion, éditions du Cerf
- 2022 : Ils l'appelaient Monsieur Hitler, L'histoire méconnue des nazis français, 1920-1945, Perrin
- 2024 : La France en colères, Éditions du Cerf

### Au théâtre

#### Comme comédien
- 1978 : Rimbaud, ou Le Fils du soleil de Lorenzo Ferrero, Festival d'Avignon
- 1979 : Platonov d'Anton Tchekhov, mise en scène Gabriel Garran, théâtre de la Commune
- 1981 : La Poule d'eau, mise en scène Philippe Adrien
- 2005 : Brooklyn Boy, mise en scène Michel Fagadau
- 2006 : Les Hauts Plateaux de Jean-Paul Bazziconi

#### Comme metteur en scène
- 2002 : Les Ouvreuses

### Filmographie

#### Cinéma
- 1962 : La Guerre des boutons d'Yves Robert : Gaston
- 1964 : Une femme mariée de Jean-Luc Godard : Nicolas
- 1965 : Deux ou trois choses que je sais d'elle de Jean-Luc Godard : Christophe Jeanson
- 1967 : Week-end de Jean-Luc Godard : le garçon déguisé en indien
- 1976 : Un éléphant ça trompe énormément d'Yves Robert : Lucien
- 1977 : Nous irons tous au paradis d'Yves Robert : Lucien
- 1978 : Vas-y maman de Nicole De Buron : le garçon de café
- 1978 : French Postcards de Willard Huyck : Pascal
- 1979 : Courage fuyons d'Yves Robert : Christophe
- 1980 : Girls de Just Jaeckin : Bernard
- 1980 : Clara et les Chics Types de Jacques Monnet : Frédéric
- 1981 : Les Uns et les Autres de Claude Lelouch
- 1981 : Asphalte de Denis Amar : le mécanicien
- 1982 : Le Cadeau de Michel Lang : Jean-Philippe Loriol
- 1982 : Une jeunesse de Moshé Mizrahi
- 1983 : Tout le monde peut se tromper de Jean Couturier : Edgar
- 1983 : Flics de choc de Jean-Pierre Desagnat : l'informaticien des taxis
- 1985 : Profs de Patrick Schulmann : Francis Ceze
- 1986 : La Galette du roi de Jean-Michel Ribes : Jérémie Harris
- 1988 : Corps z'à corps d'André Halimi : Hopp, le journaliste
- 1988 : Trois places pour le 26 de Jacques Demy : Serge
- 1991 : Simple mortel de Pierre Jolivet : Fabien
- 1991 : Boulevard des hirondelles de Josée Yanne : Maurice David
- 1992 : Mensonge de François Margolin : Gégé
- 1992 : Coup de jeune de Xavier Gélin : Jacques Cyrus
- 1993 : À l'heure où les grands fauves vont boire de Pierre Jolivet : le producteur
- 1996 : Le Voisin de Marianne Visier (court-métrage)
- 2003 : Une souris verte de Mathias Ledoux : le policier français
- 2006 : Au royaume des aveugles de Jean-Luc Gaget (court-métrage) : Jésus
- 2008 : Stella de Sylvie Verheyde : Monsieur Larpin
- 2009 : LOL de Lisa Azuelos : M. Gerbère
- 2012 : L'Amour dure trois ans de Frédéric Beigbeder : le curé
- 2015 : L'Antiquaire de François Margolin : Hurtado
- 2015 : Cinématon #2888 de Gérard Courant : lui-même
- 2018 : Monsieur je-sais-tout de Stéphan Archinard et François Prévôt-Leygonie : Docteur Jais

#### Télévision
- 1979 : Médecins de nuit de Pierre Lary (série télévisée), épisode Les Margiis (série télévisée) : un adepte de la secte des Margiis
- 1981 : Les Enquêtes du commissaire Maigret (série télévisée), épisode Le Pendu de Saint-Pholien d'Yves Allégret : Mortier
- 1981 : Les Enquêtes du commissaire Maigret (série télévisée), épisode Une confidence de Maigret d'Yves Allégret : Grondeville
- 1984 : Hélas, Alice est lasse (téléfilm) de Bernard Queysanne : Xavier
- 1986 : L'Été 36 d'Yves Robert (série télévisée) : Bernard Saint Aubert
- 1990 : Euroflics (série télévisée), saison 2, épisode 5 La Bourse ou la vie de Roger Pigaut : Boulou
- 1990 : Imogène (série télévisée), épisode Encore vous, Imogène de François Leterrier
- 1990 : Les Cadavres exquis de Patricia Highsmith (série télévisée), épisode Puzzle de Maurice Dugowson : Paul
- 1991 : Le Stagiaire (téléfilm) de Jacques Rouffio : Toureau
- 1993 : Inspecteur Médeuze (série télévisée), épisode Poulet fermier de Philippe Triboit : Jeff
- 1994 : Un crime de guerre (téléfilm) de Michel Wyn : Vergnaud
- 1994 : Chasseur de loups (téléfilm) de Didier Albert : le psychiatre
- 1998 : L'Histoire du samedi (série télévisée), épisode Le Feu sous la glace de Françoise Decaux-Thomelet : l'éditeur
- 2000 : B.R.I.G.A.D. (série télévisée), épisode Deux filles en cavale de Marc Angelo : le préfet
- 2000 : Julie Lescaut (série télévisée), saison 8, épisode 7 Soupçon d'euthanasie de Pascale Dallet : Planchon
- 2008 : Chez Maupassant (série télévisée), saison 2, épisode 5 Ce cochon de Morin de Laurent Heynemann : Monsieur Tonnelet
- 2011 : Chez Maupassant (série télévisée), saison 3, épisode 4 Le Cas de Madame Luneau de Philippe Bérenger  : Maître Grappe
- 2012 : L'Innocent (téléfilm) de Pierre Boutron : le premier directeur de prison
- 2012 : Crapuleuses (téléfilm) de Magaly Richard-Serrano : le proviseur
- 2013 : Indiscrétions (téléfilm) de Josée Dayan : Benjamin Lacombe

## Activités médiatiques
(Les items des listes présentées ci-dessous sont sourcés dans la section « Biographie ».)

### À la radio
- 1982-1984 : Interférences, Peu de paroles beaucoup de musique, Ah! sur Radio 7 - animateur
- 1983-1984 : Star in the night sur Radio 7 - animateur
- 1986 : Les bouche-trous sur Europe 1 - animateur
- 1994-1996 : Tous les coups sont permis sur RTL - animateur
- 1999-2001 : Trafics d'influence sur France Inter - animateur
- 2005-2014 : Electromania sur France Musique - animateur
- 2010-2011 : L'autre dimanche sur France Musique - animateur
- 2011-2013: Musique Matin sur France Musique - animateur
- 2014-2015 : Les Pieds dans le plat sur Europe 1 - chroniqueur
- 2014-2015 : Musicus Politicus sur France Musique - animateur
- 2015-2016: La Bande originale sur France Inter - chroniqueur
- 2015-2017: La Matinale Culturelle sur France Musique - chroniqueur La chronique littéraire de Christophe Bourseiller
- 2016-2020 : Le Nouveau Rendez-vous sur France Inter - chroniqueur La chronique de Christophe Bourseiller
- Eté 2019: Estivalitude sur France Inter - animateur
- Eté 2020 : Le Monde d'après l'été sur France Inter - animateur
- 2020 : C'est un complot, podcast TF1 - animateur, narrateur
- Depuis 2020 : Ce monde me rend fou sur France Inter - chroniqueur dans Le Six neuf du week-end
- 2022 : Historiquement Show, podcast TF1 - animateur, narrateur
- 2024 : Le Masque et la Plume, France Inter - chroniqueur[35]

### À la télévision
- 1984 : Jour J sur TF1 - animateur
- 1985 : La Bonne Aventure sur TF1 - animateur
- 1985 : Canal Fit TF1 sur TF1 - chroniqueur
- 1986-1987 : L'Académie des Neuf sur Antenne 2-pensionnaire
- 1993 : Demain il fera beau sur TF1 - chroniqueur
- 1996-1997 : Secrets de famille sur France 3 - animateur
- 1997-1998 : Je passe à la télé sur France 3 - animateur
- 2001-2002 : L'Oral sur France 5 - animateur
- 2005 : Ombres et lumière sur France 3-rédacteur en chef
- 2008 : Ce soir (ou jamais !) sur France 3-conseiller éditorial
- 2011-2014 : L'Ombre d'un doute sur France 3-intervenant régulier
- 2014- 2018 : Ça balance à Paris sur Paris Première - chroniqueur
- 2015- 2018 : Notes d'Histoire sur Histoire TV - animateur
- Depuis 2019 : C'est un complot sur Histoire TV - animateur